# 藤原敏樹
藤原 敏樹（ふじわら としき、1962年3月7日 - ）は、日本のソフトウェア技術者、実業家。

## 来歴
電気通信大学在学中に雑誌「月間アスキー」の編集者・ライターとしてソフトウェア業界での活動を始める。ソニーにて国産ワークステーション「NEWS」や PC「VAIO」の開発に参画、後に株式会社オムニサイソフトウエア、グラフィ株式会社などを設立し、ネットワーク監視ソフトウェアやメール配信サーバなど、主としてISP・データセンター事業者向けのソフトウェアの開発販売に携わる。
2023年現在、インフラウェア株式会社代表取締役としてクライアント証明書の認証局業務や受託ソフトウェア開発などを行っている。

### アスキー時代 (1980年～)
当時高価であったPC（当時の呼称はマイコン、パソコン）に自由に触れられる、という動機から、同編集部にアルバイトとして勤務。𠮷崎武編集長のもと、ライター・編集者・プログラマとして月刊誌の発刊に携わる。各メーカーが発表し始めた各種パソコンを評価する「ロードテスト」を担当。同時にアスキー役員であり、マイクロソフト社副社長であった西和彦、後のマイクロソフト株式会社社長となった古川享らと知り合う。また、勤務歴後期にアスキーに導入された VAX11/780上の4.1BSDで初めてUNIXを経験する。

### ハイテックラボ・ジャパン時代 (1986年～)
アスキー時代の上司・同僚らとスピンアウトの上、スポンサーを得て同社を設立。当時開発されたばかりであったPixerを購入し触れるなど、新しい技術と出会う。現在のHTMLに似たハイパーテキスト型記述言語を考案実装した。

### ソニー時代 (1988年～)
UNIX に触れて以来の願望であった、UNIXのソースコードを読みたい、という欲求をかなえるため、同ソースコードを有している企業への転職を考える。マイクロソフト株式会社、サン・マイクロシステムズ・ジャパン、ソニー株式会社を検討するも当時、日本初のワークステーション製造者であったソニーを選択。土井忠利事業部長の元、同事業部でNEWSの開発に携わる。
主な担当はファームウェア、デバイスドライバ、BSD・System Vの移植であった。
また、趣味であるラリーの知見を活かし、PC用カーナビアプリ、Navin' Youの開発チームに加わった。

### オムニサイソフトウエア時代 (1999年～)
ソニーがワークステーション事業から撤退、VAIO一本に絞る戦略に転換すると同時に、当時IIJ設立・上場を終え、Wide Projectのボードメンバーであった吉村伸、株式会社フォア・チューンの代表であった鈴木茂哉（現慶応大学）らと同社を設立。当初取締役。後に代表取締役社長。
吉村が電力系通信事業者と共同出資で設立した日本初の民間IXであるメディアエクスチェンジ（MEX）の運用系ソフトウェア開発を一手に引き受ける。オムニサイソフトウエア社のネットワーク監視ソフトウェアEdenは元々MEXのために開発したものであったが、当時国産の同等製品は存在せず、NTTグループ各社、ソフトバンクグループなど大手キャリアで採用された。
鈴木茂哉とともにWide Projectに参加。Interop Tokyoでは数年間にわたり、NOCチームメンバーとして働くとともに、開発製品であるEdenでInteropのネットワークであるShowNetの監視を行った。

### グラフィ時代 (2007年～)
吉村がMEXの代表を退いたことを契機に、SaaS事業に乗り出すため、同社を設立。取締役CTOに就任。
Wikipediaが採用していたMedia Wikiとフルコンパチブルな「グラフィ CMS」を開発、ユーザがWikiで自社Webサイトを構築できるサービスを始めた。

### インフラウェア時代 (2017年～)
2017年6月、オムニサイソフトウエア、グラフィの役員を退任。自己所有であるインフラウェア株式会社で事業を始める。
現在、Globalsignをルート認証局とするクライアント証明書「JCAN 証明書」の発行、企業業務の電子化による効率化に関するコンサルテーションなどを行っている。

## 主な開発ソフトウェア
- CTERM（アスキー株式会社）
- Wizardry I/II 移植（株式会社フォア・チューン）
- Workstation NEWS NWS シリーズ（ソニー株式会社）
- Navin' You (ソニー株式会社)
- ネットワーク監視ソフトウェア Eden（株式会社オムニサイソフトウエア）
- グラフィ CMS（グラフィ株式会社）
- 電子署名サービス 1-2-3 Signature（インフラウェア株式会社）